# Opisthoncus delectabilis
Opisthoncus delectabilis là một loài nhện trong họ Salticidae.
Loài này thuộc chi Opisthoncus. Opisthoncus delectabilis được William Joseph Rainbow miêu tả năm 1920.